# Barsoom
Barsoom es un planeta ficticio donde ocurren los sucesos de la «serie marciana», la segunda serie más extensa y famosa de Edgar Rice Burroughs después de «Tarzán»; es una representación ficticia del planeta Marte que fue recreado con fauna, flora, ciudades y formas sociales propias.  La primera mención de Barsoom se incluyó en el título «Under the Moons of Mars» en 1912, publicado como novela en 1917 como «Una princesa de Marte», diez secuelas le seguirían en las siguientes tres décadas con un reparto más grande de personajes y más detalles.
Algunos escritores y divulgadores científicos tales como Camille Flammarion estaban convencidos de la habitabilidad de Marte tanto como la tierra pero mucho más seco, todas esas ideas las plasmó en libros como «Les Terres du Ciel» en 1887 que contenían ilustraciones de un planeta sembrado de canales.
Otro investigador inspiraría la visión de Burroughs sobre Marte, Percival Lowell un profesor del Instituto Tecnológico de Massachusetts, que fue el principal defensor de la idea de la existencia de canales en Marte que sugerían vida inteligente, basado en las observaciones anteriores de Giovanni Schiaparelli.
Además de darle crédito a las ideas plasmadas en la especulación científica de la época, Burroughs basó su versión de Barsoom en el Marte de Flammarion a tal punto que John Carter, el protagonista de terrícola de la serie, es trasportado a Barsoom en una forma descrita por Flammarion en su libro «Uranie» escrito en 1889. En «La Pluralité des mondes habités» y «Lumen, histoire d'une comète», Flamarion especula sobre los hombres planta y otras criaturas de planetas lejanos, elementos que aparecieron más tarde en las publicaciones siguientes de la «serie marciana»; aun así el universo de imágenes de Burroughs, no solo en su «serie marciana», corresponden al deseo de la época de escapar a la realidad que atravesaba en ese instante Estados Unidos.

## Origen del nombre
Burroughs frecuentemente inventó palabras con los lenguajes que hablaban los personajes en sus novelas, y las utilizó extensamente en toda su literatura. En «Thuvia, la doncella de Marte», el autor incluyó un pequeño diccionario de Barsoomiano.
«Barsoom» la palabra para nombrar a Marte, está compuesta por la palabra marciana para ocho, «bar» y planeta «soom», con lo que se asume que Burroughs consideraba que Marte era el octavo cuerpo del sistema solar, esto sólo es posible si se suman el Sol y los satélites, tanto de la Tierra como de Marte mismo.

## Descripción física
Barsoom está descrito como un planeta rojo con continentes y océanos que gradualmente se fueron secando y dejaron un planeta sembrado de llanuras cubiertas de musgo en lo que correspondía al fondo marino, además de una línea de ciudades abandonadas en lo que fueran las orillas del mar. Los últimos vestigios de agua son el «Gran pantano Toonoliano» y «El mar perdido de Korus». Aunque Barsoom estuviera basado en las afirmaciones de Camille Flammarion, esta visión de Marte está vagamente inspirada en la especulación astronómica de principios del siglo XX, especialmente en las afirmaciones de Percival Lowell quien afirmaba que Marte era un planeta que había sido habitado, pero que su avanzada edad lo habían hecho hostil, en la versión de Burroughs sus habitantes, por el hecho de vivir en un planeta en decadencia y con recursos escasos, se habrían ido disminuyendo, hostilizando y convirtiendo en guerreros para garantizar su supervivencia.
También, en numerosas ocasiones, se hace mención a las dos lunas «Clorus» y «Thuria» que orbitan en trayectorias polares, a diferencia del Marte real en el que sus satélites orbitan sobre el ecuador, aunque también sean dos Fobos y Deimos.
Los habitantes de Barsoom distribuyen su escasa reserva de agua con un sistema de canales que cubre todo el planeta, controlado por las ciudades estado; estos canales marcianos obedecen a las observaciones telescópicas de los astrónomos del siglo XIX, principalmente en las de Giovanni Schiaparelli en 1877, quien creía ver estructuras lineales en Marte y que llamó en italiano canali que se tradujo erróneamente al inglés como canals, pero una traducción más precisa sería surco.  Posteriormente la especulación sobre los canales de Marte fue apoyada por algunos científicos prominentes y aficionados como Lowell, quienes afirmaban que dicha estructura podría haberse construido por una raza inteligente, lo que inspiró algunas otras obras de ciencia ficción. Además la delgada atmósfera barsoomiana está sustentada por una planta atmosférica de la que depende toda vida en el planeta. La explicación de todo el ambiente marciano fueron publicadas en el artículo «A Dispatch on Mars» publicado en «London Daily Express» en 1926 donde asumía que el proceso de formación marciano, tanto como el desarrollo de la vida era similar al de la tierra; el artículo también hacía referencia a los vientos, nieve y pantanos supuestamente observados por los astrónomos como evidencia de una atmósfera.

## Habitantes
Los habitantes de Barsoom son de variada naturaleza, entre los que se destacan dos terrícolas: Ulysses Paxton un soldado de la Primera Guerra Mundial que es transportado a Barsoom luego de ser herido de muerte, es el protagonista de «El cerebro supremo de Marte» en el que se convierte en el asistente del científico Ras Thavas y John Carter, un soldado de la guerra civil estadounidense del bando confederado protagonista de la «serie marciana» que logra tener descendencia al casarse con Dejah Thoris una marciana roja, con la que engendra a Carthoris y a Tara de Helium.
Todos los Barsoomianos tienen fisonomías similares a los humanos excepto porque son ovíparos y tienen largos períodos de vida que pueden alcanzar hasta 1000 años. Pero aunque sean ovíparos tienen rasgos de mamíferos como ombligo y tetillas, además de diferentes colores de piel.
Todos hablan una misma lengua, pero tienen varios sistemas de escritura, además poseen poderes telepáticos con los que pueden comunicarse entre sí, tanto como con sus animales domésticos.
En «El señor de la guerra de Marte» de 1914, las naciones son descritas como belicosas y autosuficientes pero ya en «Los dioses de Marte» son mencionados los mercaderes que negocian estre estados. Muchas de las culturas marcianas son dinastías o teocracias.

### Marcianos rojos
Los marcianos rojos son la cultura dominante de Barsoom, están organizados en ciudades estado como Helium, Ptarth y Zodanga, que controlan el sistema de canales del planeta así como otras ciudades deshabitadas. Los marcianos rojos son los descendientes de la mestización entre los marcianos blancos, amarillos y negros que continúan viviendo en lugares inaccesibles de Barsoom como sus polos y que fueron creados como una raza resistente para hacerle frente a las dificultades del medio cuando los mares empezaron a secarse.
Son ovíparos como las demás razas humanoides de Barsoom, son altamente civilizados con respecto a las ideas de propiedad privada, honor,y tienen un agudo sentido de la imparcialidad, el amor y la familia. Su cultura está gobernada de acuerdo a leyes y está avanzada tecnológicamente.

### Marcianos verdes
Los marcianos verdes están descritos como seres con cuerpo similar al ser humano, pero ovíparos y con cuatro brazos, dos de cada lado; con una estatura aproximada de 4 metros (13,1 pies), nómadas, bárbaros y guerreros; no forman familias y tienen una pobre concepción de la amistad o el amor. Forman grandes sociedades con una rígida estructura jerárquica al mando de un Jeddak, su jefe supremo. Uno de sus Jeddaks es Tars Tarkas quien, aunque se consideró impropio en su clan, forma amistad con John Carter cuando este último está recién llegado a Barsoom.

### Marcianos amarillos
También llamados okarianos, se consideran supuestamente extintos y conocidos sólo en los relatos orales de las demás razas, pero en «El señor de la guerra de Marte» se los encuentra ocultos en el polo norte en ciudades inaccesibles cubiertas por domos y protegidas por «El guardián del norte», un imán gigantesco que provoca que los artefactos voladores sean atraídos a él y destruidos. La única manera de entrar a la ciudad de los okarianos es a través de Las Cuevas Carrión. El domo que protege sus ciudades permite que la temperatura sea confortable, aún estando en el polo norte. Los okarianos son descritos como altos y fuertes y los hombres usan una poblada barba, usan gruesos vestidos de piel de orluk y botas.

### Marcianos blancos
Hay tres tipos de marcianos blancos, los Orovars, los Lotharianos y los Therns.
Los Orovars gobernaron Barsoom por 500 000 años, con un imperio sofisticado y avanzada tecnología, son de piel blanca y de cabello rubio; en el pasado fueron marineros pero a medida que los mares marcianos se fueron secando, iniciaron la mestización con los marcianos negros y amarillos, lo que dio lugar a los marcianos rojos, una raza capaz de hacerle frente al nuevo entorno, más seco y hostil. Desde entonces su descendencia se vio amenazada a pesar de su fuerte civilización. Al principio de la serie se los cree extintos, pero restos de poblaciones fueron halladas con el transcurrir de los episodios.
Los Lotharianos son una pequeña población remanente de los Marcianos blancos que aparecen solamente en Thuvia, la doncella de Marte; hay solamente 1000, todos ellos hombres. Tienen altas capacidades telepáticas con las que logran materializar imágenes que pueden matar a través de la sugestión. Viven en un área remota de Barsoom sumidos en profundos debates filosóficos.
Los Therns son descendientes de los Marcianos blancos originarios que viven en las cuevas cercanas a los acantilados del Valle de Dor en el curso del Río Iss, al que los marcianos visitan cuando están cansados de vivir o cuando sus vidas alcanzan los 1000 años. El valle está poblado por monstruos dominados por los Therns, que se encargan de saquear a los peregrinos, comerse a quienes perecen y esclavizar a los sobrevivientes. Se consideran a sí mismos la única creación de Marte y mantienen una falsa religión a través de una red de espías por todo el planeta. Por lo general son calvos, pero usan pelucas rubias.

### Marcianos negros
La leyenda sugiere que los Marcianos negros fueron habitantes de una de las lunas de Barsoom cuando en realidad vivían en un bastión bajo tierra en las cercanías del polo sur, alrededor del mar subterráneo de Omean, cerca del el mar perdido de Korus, donde mantienen una gran nave aérea. Se llaman a sí mismos First Born, los «primogénitos», creyendo que son la única raza marciana. Adoran a Issus, la diosa de la religión marciana. Frecuentemente se trenzan en batalla contra los Therns quienes mantienen la religión falsa de Barsoom, con la que logran esclavizar a los peregrinos. John Carter logra derrotar su gran navío en «Los dioses de Marte».

## Vestuario
Los marcianos no usan ropa propiamente dicha, la forma de cubrir su cuerpo es una combinación de joyería y arneses que sostienen la indumentaria de guerra, además de bolsillos en los que depositan herramientas variadas; los marcianos sólo usan ropa para abrigarse cuando necesitan adentrarse a las regiones polares, tal como se narra en «El señor de la guerra de Marte». La idea de la desnudez proporcionó toda una serie de imágenes sugestivas para los dibujantes que se entusiasmaron en recrear gráficamente las historias, aunque en muchas ocasiones se ilustraron versiones de los habitantes de Barsoom vistiendo ropas ligeras o incluso desnudos, valiéndose de sombras estratégicamente ubicadas para cubrir los genitales.

## Medidas
El año marciano tiene 687 días de 24 horas y 37 minutos de duración; al parecer Burroughs basó tal aproximación de las figuras publicadas por Lowell. Los días son calurosos y las noches heladas en todo el planeta excepto en las zonas polares.

## Legado de la Serie Marciana
La antología poética del autor cubano Oscar Hurtado,  «La ciudad muerta de Korad», publicada en 1964, está llena de intertextualidades tanto con la serie marciana como con las novelas acerca de Sherlock Holmes de Arthur Conan Doyle, la Iliada e historias folclóricas infantiles entre otras referencias. Se considera el inicio de la ciencia ficción en Cuba.